# Кезо Фабий Амбуст
Кезо Фабий Амбуст (на латински: Kaeso Fabius Ambustus) e политик на Римската република.
Произлиза от фамилия Фабии. Син е на Марк Фабий Вибулан (консул 442 пр.н.е. и понтифекс максимус 390 пр.н.е.). Брат е на Квинт Фабий Амбуст (консул 412 пр.н.е. и военен трибун 390 пр.н.е.) и на Нумерий Фабий Амбуст (или Гней Фабий Амбуст, военен трибун 406 и 390 пр.н.е.). Кезо е баща на Марк Фабий Амбуст (военен трибун 381 и 369 пр.н.е.).
През 409 пр.н.е. Кезо е квестор. Консулски военен трибун е през 404, 401, 395 и 390 пр.н.е.